# Arachnomysis leuckartii
Arachnomysis leuckartii är en kräftdjursart som beskrevs av Chun 1887. Arachnomysis leuckartii ingår i släktet Arachnomysis och familjen Mysidae. Inga underarter finns listade i Catalogue of Life.